# 7210 Darius
7210 Darius eller 6555 P-L är en asteroid i huvudbältet som upptäcktes den 24 september 1960 av den nederländsk-amerikanske astronomen Tom Gehrels och det nederländska astronomparet Ingrid van Houten-Groeneveld och Cornelis Johannes van Houten vid Palomarobservatoriet. Den är uppkallad efter den persiske kungen Dareios I.
Asteroiden har en diameter på ungefär 8 kilometer och den tillhör asteroidgruppen Koronis.